# 飛禽傳
《飛禽傳》（英文：The Life of Birds），是BBC自然歷史系列中，一套由大衛·艾登堡撰稿及主持的自然類紀錄片，首播於1998年10月21日。這套紀錄片是艾登堡自其三部曲生命的進化）後，又一套專門介紹不同鳥類的進化及生境的作品，一共十集，每集50分鐘。節目討論了地球上極多樣的鳥類，並探討牠們為應付每日不同的環境變化而作出的策略。